# (11442) Seijin-Sanso
(11442) Seijin-Sanso (1976 UN14) – planetoida z pasa głównego asteroid okrążająca Słońce w ciągu 3,31 lat w średniej odległości 2,22 j.a. Odkryta 22 października 1976 roku.